# Objectiu Guadalupe
Objectiu Guadalupe (francès Objectif Guadeloupe, OG) és un partit polític de Guadalupe format el 1994 per Lucette Michaux-Chevry amb les seccions guadalupenyes dels dos principals partits de dreta francesa, el Reagrupament per la República (RPR) i la Unió per a la Democràcia Francesa (UDF). Amb ells dos fou elegida presidenta del Consell Regional de Guadalupe fins que fou derrotada el 2004 pel socialista Victorin Lurel. El 5 de juny de 2005 va deixar el càrrec a Laurent Bernier A les darreres eleccions locals i municipals s'ha presentat conjuntament amb la Unió pel Moviment Popular.